# Apolonides Vera
Apolonides Vera war ein chilenischer Fußballspieler. Der Stürmer wurde 1947 Torschützenkönig der Primera División.

## Karriere
Über die Karriere von Apolonides Vera ist lediglich bekannt, dass er in der Saison 1947 mit 17 Toren Torschützenkönig der chilenischen Primera División wurde. Zu dieser Zeit lief er für Santiago National auf. Weitere Stationen und Daten sind nicht bekannt.

## Auszeichnungen
- Torschützenkönig der Primera División: 1947